# Valtické podzemí

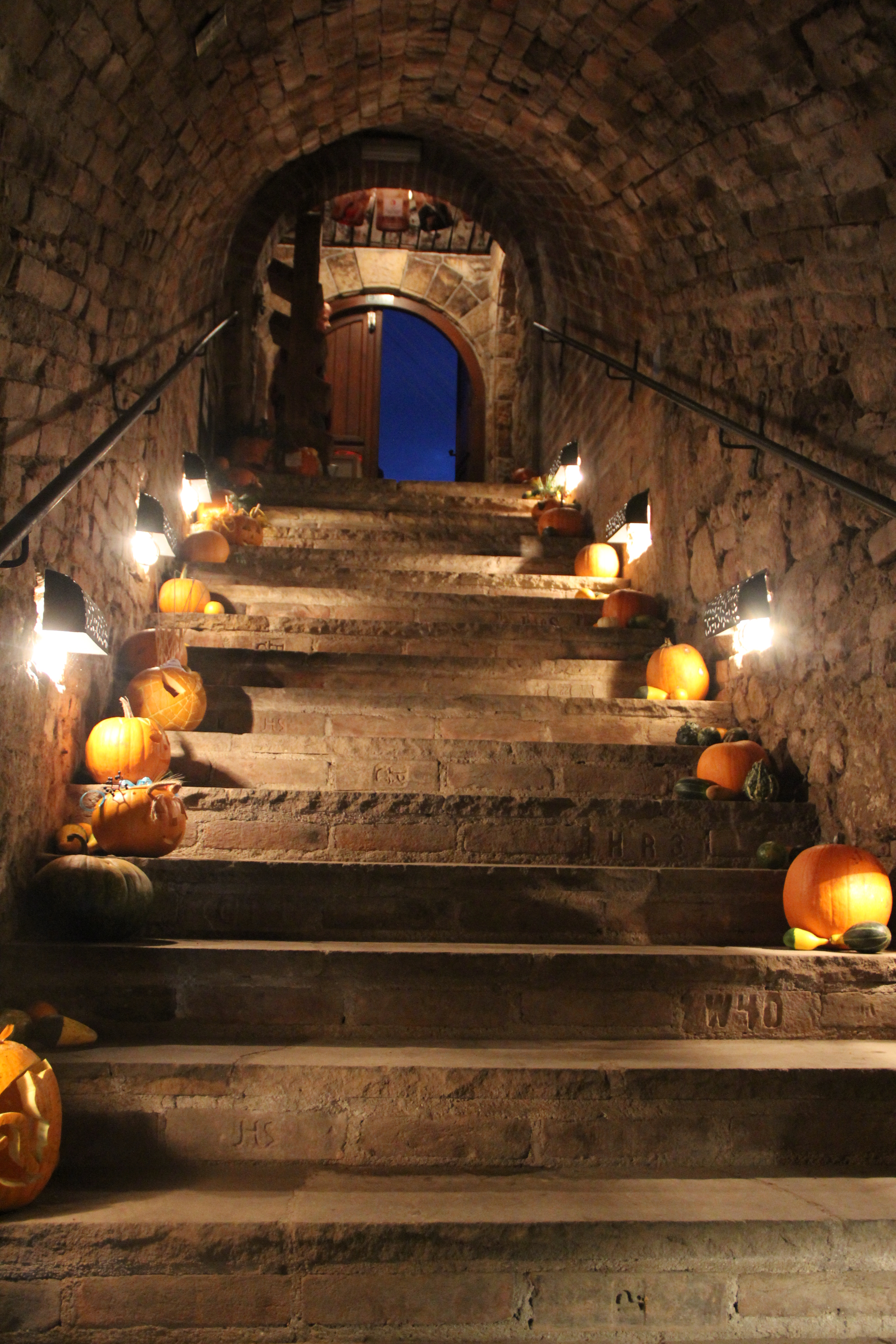
Jedno ze schodišť Valtického podzemí

Valtické podzemí je podzemní labyrint nacházející se ve Valticích. Podzemní prostory jsou obnovené části historických vinných sklepů, které jsou vzájemně propojené. Celková délka propojeného podzemí je 900 metrů. V roce 2018 získalo titul Champion TOP Vinařský cíl České republiky za svůj přínos pro vinařskou turistiku.

## Historie
Vznik sklepů se datuje k roku 1289 v souvislosti se založením kláštera minoritů, který se nacházel před městskou jihozápadní bránou. Po jeho zničení v období husitských válek pobořené budovy získal Řád menších bratří. Turecké nájezdy a reformace vedly k odchodu řeholníků. V roce 1544 byly budovy rozebrané a zachoval se pouze kostel Nanebevzetí Panny Marie a podzemí. Zpevňovací oblouky jsou původním prvkem valtických cihlářů a zedníků. Podzemní prostory sloužily k výrobě vína, ale i ke skladování potravin pro klášter a v období husitských válek také jako úkryt dobytka a lidí. Od 19. století podzemí využívali valtičtí měšťané a po druhé světové válce v některých sklepech skladovali zeleninu místní zemědělci. V podzemí se nachází také sbírka znakových cihel z oblasti někdejšího Rakouska-Uherska, dále sochy ze spraše a fosilie.

## Současnost
Po rekonstrukci, která začala v roce 2004, slouží podzemí navštěvníkům, které může provést sklepiér = průvodce ve valtickém podzemí se znalostmi výroby, podávání vína ve sklepě a Lednicko-valtického areálu. Podzemí nabízí program zážitkového poznávání, ochutnávky vína a tematické akce, jako Noc otevřených sklepů, Hudbobraní, Country večery, volba Miss Burčák, Dýňobraní a Svatomartinské husí slavnosti.